# Tällihorn
Tällihorn är en bergstopp i Schweiz.   Den ligger i distriktet Brig och kantonen Valais, i den södra delen av landet, 100 km söder om huvudstaden Bern. Toppen på Tällihorn är 3 448 meter över havet, eller 71 meter över den omgivande terrängen. Bredden vid basen är 0,76 km.
Terrängen runt Tällihorn är huvudsakligen mycket bergig. Runt Tällihorn är det mycket glesbefolkat, med 5 invånare per kvadratkilometer.. Närmaste större samhälle är Sankt Niklaus, 19,0 km väster om Tällihorn. 
Trakten runt Tällihorn består i huvudsak av gräsmarker.